# Anthela connexa
Anthela connexa là một loài bướm đêm thuộc họ Anthelidae. Loài này có ở Úc.